# Långtjärnen (Sävars socken, Västerbotten, 713629-171822)
Långtjärnen är en sjö i Umeå kommun i Västerbotten och ingår i Sävaråns huvudavrinningsområde. Långtjärnen ligger i Sävarån Natura 2000-område.